# تاريخ أفغانستان القديم

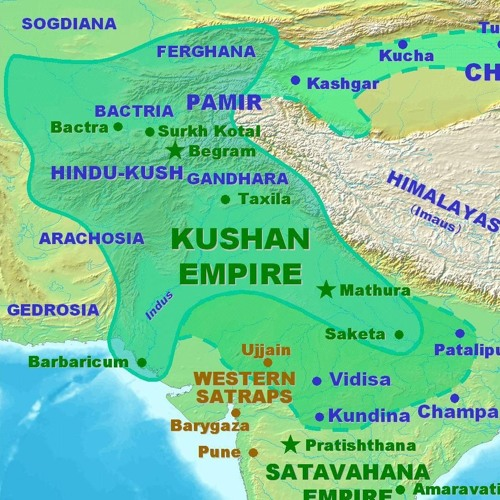
خريطة لإمبراطورية كوشان -في أقصى امتداد لها- والتي أتخذت من مدينة كابل في أفغانستان عاصمة لها.

بدأ التنقيب الأثري الجاد لفترة ما قبل الإسلام في أفغانستان بعد الحرب العالمية الثانية، واستمر حتى أواخر سبعينيات القرن العشرين حين غزا الاتحاد السوفيتي البلاد. يشير علماء الآثار والمؤرخون إلى أن البشر عاشوا في أفغانستان قبل 100,000 سنة على أقل تقدير، وأن المجتمعات الزراعية في المنطقة كانت من بين أقدم المجتمعات في العالم. تواجد التمدن الحضري بها في الفترة بين 3000 و2000 قبل الميلاد. عُثر داخل أفغانستان على قطع أثرية تنتمي إلى العصر الحجري القديم والعصر الحجري المتوسط والعصر الحجري الحديث والعصر البرونزي والعصر الحديدي.
سكنت القبائل الإيرانية أفغانستان، بعد أن امتدت حضارة وادي السند إلى شمال شرقها، وسيطر عليها الميديون حتى عام 500 قبل الميلاد تقريبًا، حين سار داريوس الكبير (داريوس الأول) بجيشه الفارسي لجعلها جزءًا من الإمبراطورية الأخمينية. غزا الإسكندر الأكبر المقدوني البلاد، عام 330 قبل الميلاد، بعد أن هزم داريوس الثالث الفارسي في معركة غوغميلا. أصبح جزء كبير من أفغانستان يتبع الإمبراطورية السلوقية التي اعقبتها المملكة الإغريقية البخترية. هُزم سلوقس الأول نيكاتور على يد تشاندراغبت موريا وانقادت ابنته لعقد معاهدة سلام. سكنت الأرض قبائل مختلفة وحكمتها ممالك عديدة على مدى الألفيتين التاليتين. جرت ممارسة عدد من الأديان في أفغانستان القديمة، قبل ظهور الإسلام في القرن السابع، منها الزرادشتية، وعبادة سوريا، والوثنية، والهندوسية، والبوذية. لم تتحول کافرستان، التي تقع بمنطقة هندو كوش، إلى الدين الجديد حتى القرن التاسع عشر.

## حقبة ما قبل التاريخ
يشير لويس دوبري، وجامعة بنسلفانيا، ومؤسسة سميثسونيان، وغيرهم إلى أن البشر كانوا يعيشون في أفغانستان قبل 50,000 سنة على أقل تقدير، وأن المجتمعات الزراعية في المنطقة كانت من أوائل المجتمعات في العالم.
وجد علماء الآثار أدلة على استيطان بشري في أفغانستان يعود إلى سنة 50,000 قبل الميلاد. وتشير القطع اليدوية إلى أن السكان الأصليين كانوا من صغار المزارعين والرعاة، كما هو الحال اليوم، ومن المحتمل جدًا أنهم تجمعوا في قبائل، مع ممالك محلية صغيرة برزت وانهارت على مر العصور.
يبدو أن أفغانستان في عصور ما قبل التاريخ، وكذلك في العصور القديمة والحديثة، كانت مرتبطة بالثقافة والتجارة مع المناطق المجاورة. ربما تكون الحضارة الحضرية، التي تشمل حاليًا أفغانستان وشمال الهند وباكستان، قد بدأت في وقت مبكر منذ 3000 إلى 2000 قبل الميلاد. تشير الاكتشافات الأثرية إلى البدايات المحتملة للعصر البرونزي، الذي انتشر لاحقًا في جميع أنحاء العالم القديم عبر أفغانستان. يُعتقد أيضًا أن المنطقة كانت لها اتصالات تجارية مبكرة ببلاد ما بين النهرين.

### حضارة وادي السند
ترجع حضارة وادي السند إلى العصر البرونزي (3300-1300 قبل الميلاد، وبلغت تمام نموها في الفترة بين عامي 2600-1900 قبل الميلاد)، وتمتد مما هو اليوم شمال غرب باكستان إلى شمال غرب الهند وشمال شرق أفغانستان. اكتُشف موقع لحضارة وادي السند على نهر جيحون في شورتوغاي في شمال أفغانستان. بخلاف شورتوغاي، يوجد موقع مونديجاك، وهو موقع بارز آخر. يمكن العثور على عدد من مستعمرات صغرى لحضارة وادي السند في أفغانستان.

## التوسع الآري في بلاد ما بين النهرين والحكم الميدي (1500 قبل الميلاد- 551 قبل الميلاد)

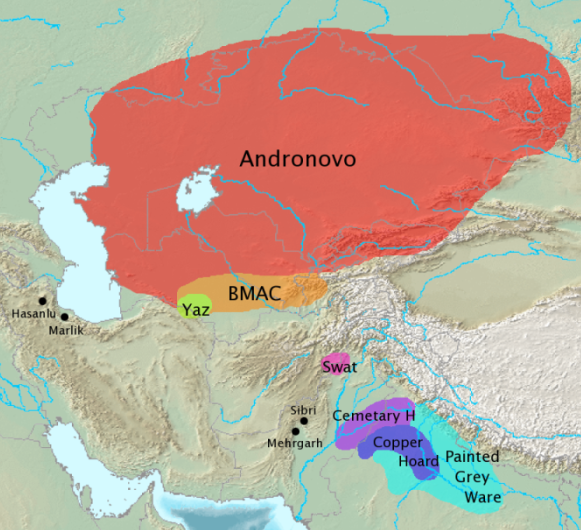
الثقافات الأثرية المرتبطة بالتوسع الهندي الإيراني، موسوعة الثقافة الهندو أوروبية عام 1997م (ص 310).

بدأ فرع من القبائل التي تتحدث لغة من اللغات الهندو أوروبية، بين عامي 2000-1200 قبل الميلاد، والمعروفين بالآريين، بالهجرة إلى المنطقة. يُعد ذلك جزءًا من نزاع يتعلق بحقيقة الهجرات الهندوآرية. من المحتمل أنهم انقسموا، في مرحلة مبكرة، إلى الشعوب الإيرانية، والنورستانيين، والمجموعات الهندوآرية، ربما بين عامي 1500 و1000 قبل الميلاد، في ما يُعرف اليوم بأفغانستان، أو قبل ذلك بكثير، حيث انجرفت البقايا الشرقية للهندوآريين للغرب أكثر، كما هو الحال مع مملكة ميتاني. سيطر الإيرانيون على ما يُعرف اليوم بالهضبة الإيرانية، في حين توجه الهندوآريون في نهاية المطاف نحو شبه القارة الهندية. يُعتقد أن تأليف الأبستاق ربما قد تم في وقت مبكر من عام 1800 قبل الميلاد، وكُتب في أريانا القديمة (أريانا)، وهو أقدم اسم لأفغانستان، ما يشير إلى ارتباط مبكر مع القبائل الإيرانية المتواجدة غربًا في الوقت الحاضر، أو في المناطق المتاخمة بآسيا الوسطى أو شمال شرق إيران في القرن السادس قبل الميلاد. يُعتقد أن الانقسام بين الفرس والقبائل الهندوآرية القديمة قد حدث بحلول عام 1000 قبل الميلاد على أقل تقدير، نظرًا للتشابه بين اللغة الأبستاقية المبكرة والسنسكريتية (واللغات الهندو أوروبية المبكرة الأخرى ذات الصلة مثل اللاتينية واليونانية القديمة). يوجد أوجه تشابه لافتة للنظر بين اللغة الأبستاقية والسنسكريتية، ما قد يدعم فكرة معاصرة الانقسام بين الهندوآريين الذين عاشوا في أفغانستان في مرحلة مبكرة جدًا. ينقسم الأبستاق نفسه أيضًا إلى جزأين قديم وجديد، ولا يذكر الميديين، المعروفين بأنهم حكموا أفغانستان بدءًا من عام 700 قبل الميلاد تقريبًا. يشير هذا إلى إطار زمني مبكر للأبستاق، لم يُحدد بدقة حتى الآن، إذ يعتقد معظم الأكاديميين أنه كُتب على مدى قرون إن لم يكن آلاف السنين. تأتي الكثير من البيانات الأثرية من مجمع باكتريا مارخيانا الأثري (حضارة أوكسوس ووادي السند) الذي ربما لعب دورًا رئيسيًا في الحضارة الآرية المبكرة في أفغانستان.
كان السكان الهندوآريون في المنطقة، لا سيما في الأجزاء الجنوبية والشرقية من البلاد، من أتباع الهندوسية. يُعد الغانداريون أحد أبرز هؤلاء السكان.
يشكل الباشايون والنورستانيون أمثلة الحاضر على هؤلاء السكان الهندوآريين.
وصل الميديون، وهم شعب إيراني غربي، من كردستان الحالية في وقت ما بعام 700 قبل الميلاد تقريبًا، وسيطروا على معظم أفغانستان القديمة. كانوا قبيلة قديمة شكلت أول إمبراطورية على الهضبة الإيرانية الحالية، وأممًا شقيقة للفرس الذين سيطروا في البداية على مقاطعة فارس في الجنوب. استمرت لاحقًا السيطرة الميدية على أجزاء من أفغانستان البعيدة، حتى اغُتيل كورش الكبير، أمير الفرس، واستُبدل في نهاية المطاف بصهره الإمبراطور الميدي.